# Seth Lloyd
Seth Lloyd (2 agosto 1960) è un fisico e informatico statunitense.

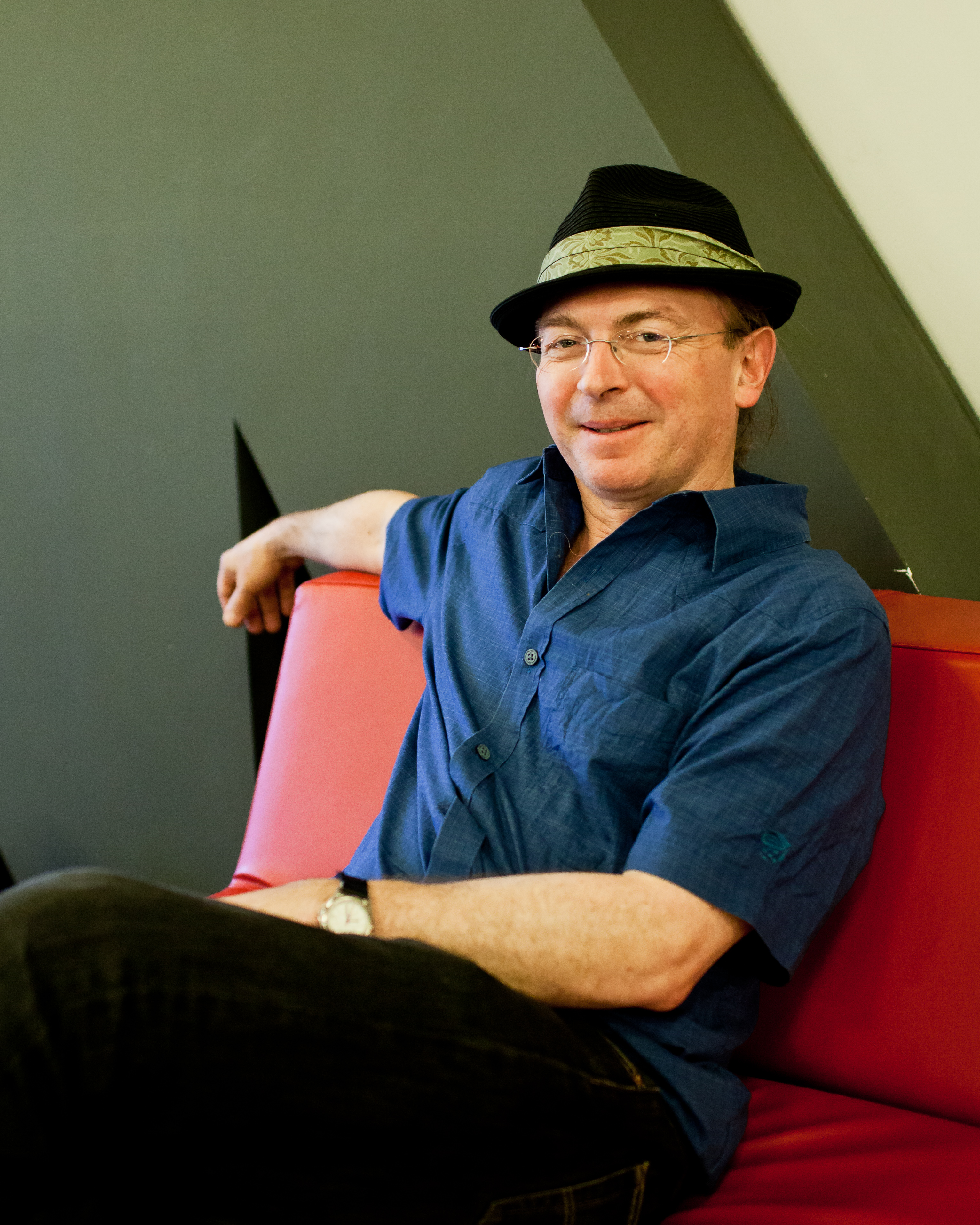
Seth Lloyd, 2013

Seth Lloyd è un fisico-informatico con due incarichi: insegna ingegneria dei sistemi informatici al MIT di Boston e, contemporaneamente, fisica dei computer quantistici e complessità informatica al Santa Fe Institute.
Dopo essersi diplomato alla Phillips Academy nel 1978, proseguì gli studi alla Harvard University, dove si laureò in fisica nel 1982. Tra il 1983 e il 1984 prese parte a un master avanzato di filosofia alla Cambridge University. In seguito, Lloyd conseguì un dottorato in fisica alla Rockefeller University nel 1988 (relatore Heinz Pagels) con una tesi sui buchi neri in rapporto ai sistemi complessi. Dopo aver
svolto attività di ricerca presso il California Institute of Technology con Murray Gell-Mann ed al Los Alamos National Laboratory con Wojchiech Zurek, nel 1994 fu chiamato a far parte della facoltà di ingegneria meccanica al MIT.
Il suo maggior impegno scientifico riguarda lo studio della complessità e dei sistemi relativi in riferimento all'indagine su di essi condotta per mezzo degli strumenti informatici. È un grande conoscitore della meccanica quantistica e delle sue applicazioni pratiche e computazionali. Al MIT (Research Laboratory of Electronics) si occupa infatti prevalentemente di ricerca per lo sviluppo dei computer quantistici.
La sua tesi teorica più nota (esposta in Programming the Universe del 2005) è che l'universo stesso possa essere un gigantesco computer quantistico, che crea quel programma informatico di cui anche noi siamo parte.  Su questa base egli afferma che noi comprenderemo com'è fatto l'universo soltanto quando disporremo di computer quantistici in grado di affrontare il problema alla radice.

## Opere
- S.Lloyd, Il programma dell'universo, Torino, Einaudi 2006.

## Interviste
- Intervista alla Edge Foundation (1999)The Computational Universe: Seth Lloyd